# 北村隆則
北村 隆則（きたむら たかのり、1946年11月15日 - ）は、日本の外交官。香港総領事や、駐ギリシャ特命全権大使、香港中文大学教授を務めた。

## 人物・経歴
佐賀県出身。1970年長崎大学経済学部卒業。1972年慶應義塾大学大学院経済学研究科修了、外務省入省。1976年ハーバード大学大学院修了、M.A.（地域研究）。1986年在香港日本国総領事館領事。
1989年外務省経済協力局調査計画課長。1990年外務大臣官房儀典官。1992年在フィリピン日本国大使館参事官。1995年在ギリシャ日本国大使館参事官。1998年在中国日本国大使館公使。2000年国際協力事業団企画・評価部長。2002年日本国際問題研究所主任研究員。
2004年香港総領事、香港日本語教育研究会名誉顧問。2006年駐ギリシャ兼キプロス特命全権大使。2010年香港中文大学アジア太平洋研究所教授。2013年アゴーラ・ホスピタリティー・グループ取締役。2015年香港中文大学客員教授。2021年瑞宝中綬章受章。2023年香港中文大学名誉フェロー。